# Ofensiva de Latakia (2015-2016)
La ofensiva de Latakia 2015-2016 fue una campaña de la Guerra Civil Siria que fue lanzada por las fuerzas gubernamentales en octubre de 2015 para recuperar el territorio controlado por los rebeldes en la gobernación de Latakia en la frontera con Turquía.

## La ofensiva

### Avances iniciales del gobierno
El 15 de octubre, las fuerzas gubernamentales lanzaron una ofensiva a gran escala en el campo del norte de Latakia. El 19 de octubre, el SAA capturó Point 1112, Point 482, Tal Thamamiyah, Kawa Al-Hatab y Tal Thalatha en las montañas Al-Zahiyah en el norte de Latakia después de avanzar hacia el norte desde la cima de la colina de Tal Ziwayk. Al día siguiente, los ataques aéreos rusos mataron a Basil Zamo, el comandante de la 1ª División Costera rebelde , junto con otros cuatro combatientes según un informe. Otros informes sitúan el número de muertos por el ataque en 45, incluidos al menos 15 civiles.
El 30 de octubre, los rebeldes recuperaron áreas en Kafar Delbah, pero las fuerzas progubernamentales lo negaron.
Entre el 1 y el 3 de noviembre, se produjeron fuertes enfrentamientos en la aldea de Ghammam en las montañas del norte de Latakia. La aldea fue capturada cuatro veces, y los rebeldes finalmente terminaron por controlarla nuevamente. 13 soldados y un número indeterminado de rebeldes murieron. Dos días después, las fuerzas gubernamentales capturaron tres aldeas en el área y el 6 de noviembre tomaron el control de Ghamam y la colina Jabal Bakdash que lo dominaba.
Los días 9 y 10 de noviembre, se informó que los rebeldes habían reconquistado algunos puntos de la zona de Ghamam. Sin embargo, esto fue negado por fuentes militares.
Entre el 13 y el 23 de noviembre, las tropas gubernamentales se apoderaron de 200 kilómetros cuadrados de territorio. El 25 de noviembre, capturaron tres colinas (incluida la colina Tal Al-Yakdash) en las montañas de Latakia, avanzaron alrededor de Ghamam y capturaron las aldeas de Dayr Hanna, al-Dughmishlyia y Beit 'Ayyash.
Entre el 18 y el 23 de noviembre, las fuerzas gubernamentales capturaron 10 colinas (incluidas seis en la zona de Jeb al-Ahmar), tres aldeas e impusieron el control total sobre las montañas Al-Zahi.
El 24 de noviembre, los rebeldes volvieron a tomar las montañas de Al-Zahi y Tal al-Etyra, mientras las fuerzas gubernamentales capturaron una aldea y la cima de una colina en Jabal Sheikh Mohammad. Al día siguiente, las fuerzas gubernamentales avanzaron en las áreas de las montañas Al-Zahi y Ateera, y recapturaron Al-Zahi.

### Derribo turco del avión ruso
El 24 de noviembre, los F-16 turcos derribaron un Sukhoi Su-24 ruso cerca de la frontera sirio-turca. Un piloto ruso murió, mientras que otro soldado ruso murió en la operación de rescate que tuvo lugar en la zona montañosa del norte de Latakia. Un helicóptero de rescate ruso también fue destruido por una tripulación de TOW. La tripulación quedó ilesa. Más tarde ese día, el segundo piloto llegó al aeropuerto militar de Latakia después de que fue rescatado por fuerzas especiales.
Jabal Turkman fue sometido a un intenso bombardeo por parte de los rusos después del derribo de su bombardero por parte de la Fuerza Aérea Turca.
El 27 de noviembre, el Frente al-Nusra vinculado a al-Qaeda y el Partido Islámico de Turkistán en Siria lucharon contra el gobierno sirio y las fuerzas de Hezbolá alrededor de Jabal Nuba, mientras el ejército sirio los bombardeaba con artillería y aviones de combate rusos bombardeaban Jabal al- Akrad. El intenso bombardeo de artillería del ejército sirio con cientos de cohetes mató a 15 combatientes del Partido Islámico de Turkestán junto con su líder militar en Jabal Turkman. El Partido Islámico de Turkestán informó de más de 30 muertos en enfrentamientos con las fuerzas gubernamentales durante la semana. El mismo día, las fuerzas gubernamentales capturaron dos colinas más y aseguraron la montaña Jabal Al-Nuba.

### Avances continuos del gobierno
El 1 de diciembre, las fuerzas gubernamentales capturaron tres aldeas y las montañas de Jabal Al-Kashkar. Con estos avances, el Ejército tenía el control total del área de al-Jeb al-Ahmar.
Entre el 3 y el 15 de diciembre, las fuerzas gubernamentales capturaron hasta 20 pueblos y colinas. Durante este tiempo, los rebeldes islamistas también volvieron a tomar varios puestos de control alrededor de Jabal al-Nawabah. Dos comandantes rebeldes murieron por ataques aéreos rusos en el campo norte de Latakia.
El 16 de diciembre, las fuerzas gubernamentales capturaron las estratégicas montañas de Al-Nuba (Jabal Al-Nuba) en el campo norte de Latakia. El mismo día, también se apoderaron de dos colinas que se encuentran en el límite de la gobernación de Idlib.
Entre el 17 y el 20 de diciembre, las fuerzas gubernamentales capturaron otras 10 aldeas y puntos a lo largo de la frontera turca, mientras los rebeldes recuperaron las montañas de Jabal Al-Sayed y parcialmente la montaña de Jabal Al-Nuba.
El 23 y 24 de diciembre, las fuerzas gubernamentales, apoyadas por ataques aéreos rusos, supuestamente recuperaron la montaña Jabal Al-Nuba y las montañas Jabal Al-Sayed.
Entre el 25 de diciembre y el 10 de enero, las fuerzas gubernamentales impusieron el control total sobre dos docenas de aldeas y colinas más incluida la zona de Katf Al-Alamah. De estos, los rebeldes lograron reconquistar solo dos pueblos.

### Captura de Salma y Rabia
En la mañana del 12 de enero, las fuerzas gubernamentales impusieron el control total sobre la aldea estratégica de Tartiyah, situada al este del bastión rebelde de Salma, considerado el sitio más importante de los rebeldes en las montañas kurdas (Jabal al-Akrad) en el campiña del norte de Latakia. Más tarde ese día, los militares se apoderaron de Salma por completo.
Al día siguiente, el ejército expandió su control desde Salma, capturando Mrouniyah y Marj Khawkha. El 15 de enero, tomaron el control de otras seis aldeas cuando se derrumbaron las defensas rebeldes.
El 16 de enero de 2016, las fuerzas gubernamentales capturaron varias colinas que dominan al-Sarraf, así como otras seis aldeas.
Al día siguiente, los militares tomaron dos cumbres cerca de la ciudad estratégica de Rabia y seis aldeas en Jabal Al-Akrad y la montaña de Turkmenistán.
El 20 de enero continuaron los avances del gobierno con la toma de otras dos aldeas. Sin embargo, un contraataque de los rebeldes entre el 18 y el 20 de enero llevó a la reconquista de cuatro pueblos y una colina. Aun así, su control sobre estas posiciones recuperadas era débil debido a que las tropas gubernamentales aún ocupaban las alturas estratégicas.
El 21 de enero, comenzó un nuevo asalto del ejército y el 24 de enero, capturaron 20 aldeas, rodeando la ciudad estratégica de Rabia por tres lados. La propia Rabia fue apresada ese día.
En total, entre el 12 y el 25 de enero, aviones de combate rusos y sirios realizaron más de 522 ataques aéreos, mientras que las fuerzas terrestres del gobierno dispararon más de 3.000 proyectiles de cohetes y misiles, lo que les llevó a tomar el control de 36 ciudades y pueblos, siendo el más importante de todos Salma y Rabia, que eran los principales bastiones rebeldes en Jabal al-Akrad y Jabal al-Turkman. 72 soldados sirios y 124 combatientes rebeldes extranjeros murieron durante estas dos semanas de operaciones.

### Empuje de SAA hacia Kinsabba
Entre el 27 y el 31 de enero, las fuerzas gubernamentales capturaron siete aldeas, la colina Ruweisat Al-Nimr y la montaña Jabal Al-Mulqa.
El 1 de febrero, los rebeldes recuperaron Nawarah (Kelez), cerca de la frontera turca, después de que las fuerzas gubernamentales se hubieran retirado por completo de la aldea y las colinas circundantes. Mientras tanto, al este de Jabal al-Turkman (montañas de Turkmenistán), las fuerzas gubernamentales continuaron avanzando hacia el norte hacia el bastión rebelde de Kinsabba.
El 3 de febrero, un asesor militar ruso que entrenaba a soldados sirios en el uso de "nuevas armas" fue asesinado por los bombardeos de mortero rebeldes en Salma. Otros tres soldados rusos resultaron heridos.
Entre el 6 y el 7 de febrero, las tropas gubernamentales capturaron la aldea de Aliyah (Krouja) y su colina. El mismo día, la 103.ª Brigada de la Guardia Republicana y otros paramilitares sirios cruzaron un río y capturaron el pueblo de Bashura. El ataque fue fuertemente asistido por ataques aéreos rusos que tenían como objetivo las defensas del Frente Al-Nusra y la 1ª Brigada Costera de la FSA. El 8 de febrero, avanzaron más y se apoderaron de cuatro aldeas, incluidas dos en la zona de Kinsabba.
El 9 de febrero, Abdel-Aziz Al-Dibaykhi (nom de guerre "Abu Hamza"), comandante de alto rango del Frente Al-Nusra y ciudadano saudí de las montañas kurdas, fue asesinado por la 103.ª Brigada de la Guardia Republicana. Al menos 16 combatientes del Frente Al-Nusra murieron a causa de los ataques aéreos rusos cuando los militares recuperaron varias posiciones que habían perdido anteriormente. Dos días después, los rebeldes recuperaron dos aldeas, incluida Krouja, tras los combates que dejaron 12 soldados muertos. El 13 de febrero, los militares recuperaron varias posiciones que habían perdido, incluida una aldea.
El 14 de febrero, el ejército tomó tres aldeas, y al día siguiente otros siete sitios mientras avanzaban hacia Kinsabba. Con la captura de dos pueblos más el 16 de febrero, los militares llegaron a Kinsabba y se iniciaron los preparativos para un asalto final a la ciudad. Debido a la reasignación de la mayoría de las fuerzas rebeldes de la colina Tal Ghazaleh, que domina la frontera turca, para reforzar la defensa de Kinsabba, las fuerzas gubernamentales aprovecharon la oportunidad, asaltaron la colina y la capturaron. El ataque a Kinsabba comenzó el 17 de febrero, capturando rápidamente tres aldeas en su flanco occidental y dejando una carretera abierta para que los rebeldes se retiraran. Kinsabba fue asegurado a la mañana siguiente. Tras este avance, el siguiente objetivo del Ejército fue la aldea de Kabani, uno de los puntos más altos de Jabal al-Akrad, que domina las llanuras de Al-Ghaab, y desde donde los rebeldes todavía tenían la capacidad de bombardear lugares como Qardaha.

### Operaciones finales
Entre el 20 y el 23 de febrero, el Ejército prosiguió sus avances y capturó ocho pueblos y una colina al norte de Kinsabba. El 26 de febrero, las tropas gubernamentales tomaron el control de Ayn Al-Bayda, en la frontera provincial entre Latakia e Idlib, y al día siguiente, tomaron el pueblo de Saraf y Tal Nawarat. colina, que da a un paso fronterizo controlado por Nusra con Turquía.
El 2 de marzo, los militares lanzaron un asalto contra Kabani y su colina. En otros lugares, según los informes, capturaron tres pueblos y una colina. Diez días después, las fuerzas gubernamentales tomaron la altura estratégica de la colina Kabani (colina 1154). Durante este tiempo, el ejército también se apoderó de la cima de la montaña Zuweiqat que domina Kabani. Aun así, los activistas de la oposición informaron el 9 de marzo que los rebeldes habían recapturado Zuweiqat.

## Consecuencias
Los rebeldes liderados por Al-Nusra lanzaron un asalto a mediados de abril de 2016, capturando partes de Jabal al-Qalat (montaña Qalat) y la aldea de al-Bayda. El ejército sirio montó un contraataque en unos días y volvió a capturar todas las posiciones que habían perdido, continuando con el asalto en las alturas alrededor de Kabani nuevamente. En el curso de los combates, un destacado comandante del Frente al-Nusra fue asesinado: Abu Shakkar, apodado "El Caníbal" porque se comió el corazón de un soldado sirio.
Entre el 14 y el 29 de abril, las fuerzas gubernamentales realizaron 10 intentos fallidos de capturar dos colinas estratégicas en las afueras de Kabani. Al 30 de abril, hubo informes contradictorios que controlaron la altura 1154 cuando entró en vigor un alto el fuego de 3 días.
El 30 de mayo, el ejército capturó la cima de la colina Tall Haddadeh, que domina la frontera turca y las aldeas restantes controladas por los rebeldes en el norte de Latakia.
A finales de junio, el Ejército de Conquista liderado por al-Nusra , apoyado por grupos del ELS, lanzó una contraofensiva en las montañas turcomanas y kurdas, capturando varias aldeas antes de que se retiraran bajo los ataques aéreos rusos. 33 rebeldes y 15 soldados murieron en los combates. Aun así, un segundo asalto rebelde unos días después logró capturar Kinsabba, así como una docena de aldeas y colinas cercanas. El 8 de agosto, el ejército sirio recuperó Kinsabba y sus pueblos y colinas circundantes durante una contraofensiva.

## Análisis estratégico
Según el análisis de la opositora Al Jazeera , el objetivo de la ofensiva de Latakia era consolidar un estado potencial dominado por los alauitas (apoyado por Rusia) que se extendería desde la Costa hasta Damasco, pasando por Hama y Homs. Esto supondría obligar a la población a abandonar el norte de Latakia para ser reemplazada por simpatizantes del gobierno. Según la misma fuente, la ofensiva también tiene como objetivo avergonzar y presionar al gobierno turco, ya que la mayoría de la población de Latakia del Norte es de origen turcomano. La fuente atribuye el avance de las tropas gubernamentales a los poderosos misiles utilizados por la fuerza aérea rusa y a la falta de apoyo de los rebeldes en las gobernaciones de Idlib y Hama.
Por otro lado, el gobierno sirio afirma tener como objetivo reconquistar toda Siria. En este caso, después de recuperar todo Latakia, el siguiente paso lógico podría ser mudarse a la vecina Idlib y recuperar lo que perdió la oposición a principios de año.